# Liscate

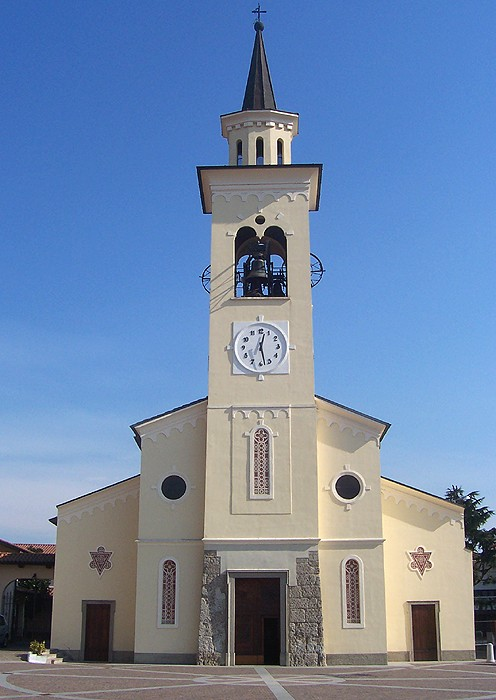
Kirche in Liscate

Liscate ist eine Gemeinde mit 4064 Einwohnern (Stand 31. Dezember 2023) in der Metropolitanstadt Mailand, Region Lombardei.
Die Nachbarorte von Liscate sind Melzo, Vignate, Truccazzano, Settala und Comazzo (LO).

## Demografie
Liscate zählt 1385 Privathaushalte. Zwischen 1991 und 2001 stieg die Einwohnerzahl von 3117 auf 3408. Dies entspricht einem prozentualen Zuwachs von 9,3 %.